# Die unabsichtliche Entführung der Frau Elfriede Ott
Die unabsichtliche Entführung der Frau Elfriede Ott ist eine österreichische Filmkomödie aus dem Jahr 2010. Regie führte Andreas Prochaska, Hauptdarstellerin ist die Schauspielerin Elfriede Ott, die sich selbst spielt.

## Handlung
Horst ist ein „Bummelstudent“ in Graz, der nach dem Tod seiner Eltern bei seiner Großmutter aufgewachsen ist. Nachdem seine Großmutter schwer erkrankte, erledigte er viele Aufgaben für sie, unter anderem ihre Bankgeschäfte. Als sie schließlich starb, bezog er illegal ihre Pension weiter und finanzierte sich dadurch einen viermonatigen Thailand-Urlaub und generell ein lockeres Leben in der Wohnung der verstorbenen Großmutter, in die nach einer Weile auch Horsts Freund Toni einzog. Toni war eine Zeit lang Co-Geschäftsführer in einem ländlichen Tanzcafé und will nun, durch den Verleih einer weißen Stretch-Limousine, die er sich angeschafft hat, Geld verdienen. Doch bis dato benutzt er das große Fahrzeug rein privat, zum Beispiel für Schäferstündchen mit Horsts Freundin Karin.
Zwei Jahre nach dem Tod von Horsts Großmutter kündigt sich ein Lokalpolitiker an, um ihr zu einem Geburtstagsjubiläum persönlich zu gratulieren; da Toni sich nicht um Haushalt und Post gekümmert hat, findet Horst den Brief erst wenige Stunden vor der Ankunft des Politikers. Was tun, um den Betrug nicht auffliegen zu lassen? Da für die Großmutter auch Pflegegeld bezogen wird, fällt die Ausrede, die Großmutter sei auf Urlaub, aus. Horst und Toni müssen also raschestmöglich eine „Leih-Großmutter“ auftreiben, nur für 15 Minuten, bis der Politiker wieder weg ist. Die einzige Möglichkeit, dies sofort und „unkompliziert“ zu erledigen, scheint für sie zu sein, eine alte Dame aus einem Krankenhaus „auszuleihen“ und sie so bald wie möglich wieder zurückzubringen. Dummerweise erwischt der kulturell ungebildete Toni ausgerechnet die berühmte Schauspielerin Elfriede Ott, die nach einem Bühnenunfall ins Krankenhaus eingeliefert wurde und im Rollstuhl umherstand.
Sie war zuvor von der nymphomanischen Krankenschwester Veronika sediert worden, um ans Losungswort für ihr Sparbuch zu gelangen. Ihr zu Recht eifersüchtiger Freund Gerry ist jener Autohändler, der Toni die Limousine verkauft hat und noch immer auf sein Geld wartet. Leider hatte er ungarische Kriminelle betrogen und wird nun von diesen unter Druck gesetzt. Kommissar Kramer, der ins Krankenhaus gerufen wird, war zufällig Gerrys Schulkollege.
Durch den großen Polizeieinsatz läuft das „Retournieren“ der ausgeliehenen Frau Ott deutlich komplizierter ab, als es sich die beiden erhofft hatten. Nachdem sie keine Möglichkeit sehen, die berühmte Schauspielerin unauffällig ins Krankenhaus zurückzubringen, machen sie aus der Not eine Tugend und verlangen Lösegeld für die „entführte“ Schauspielerin. Doch Otts Neffe Reinhard Meinhard Ott ist über das Verschwinden seiner ihn bevormundenden Tante gar nicht unglücklich und denkt nicht daran, für sie etwas zu bezahlen. Im Gegenteil: Bei einem Treffen zur Lösegeldübergabe versucht er Frau Ott zu erschießen.
Zum Schluss kommt es zu einem Showdown in Horsts Wohnung, wo nach und nach alle Personen eintreffen. In diesem grotesken Schlussakt wird teilweise wie in einer Operette gesungen. Als Karin ihre Beziehung zu Toni gesteht, will Horst diesen sogar mit Reinhards Waffe erschießen, kann aber davon abgehalten werden. Reinhard Meinhard Ott kommt ins Gefängnis, Toni zieht mit der von ihm schwangeren Karin zusammen und führt mit ihr und Dirschls afrikanischen Gehilfen Malou eine Dreierbeziehung, und Frau Ott nimmt sich Horsts an, für den sie auch alle Strafen bezahlt.

## Hintergrund

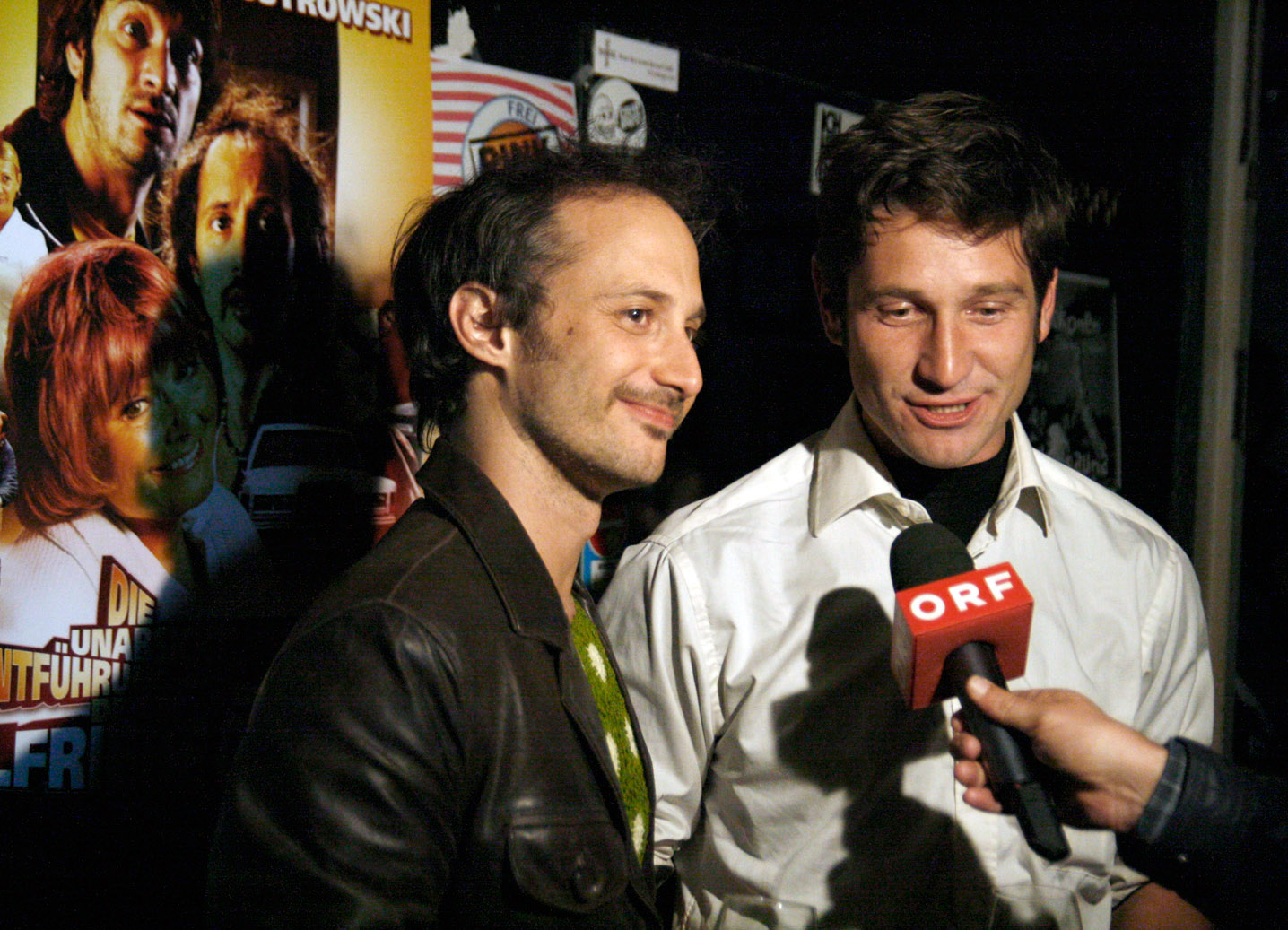
Ostrowski und Kiendl bei der Premierenfeier

Der Film versteht sich als „Antithese“ zur österreichischen Kabarett-Komödie. Er ist zudem die erste Komödie von Regisseur Andreas Prochaska, der zuletzt mit dem bewusst an US-Vorbilder gehaltenen „Teenie“-Horrorfilm In 3 Tagen bist du tot (2006), der auch eine Fortsetzung (2008) erfuhr, einen Kino-Erfolg feierte. Die Schauspieler sprechen ihre jeweils eigenen (österreichischen) Dialekte. Diesem Prinzip, das den Schauspielern größere Authentizität und Möglichkeiten zum Sprachwitz (einst eine Stärke des Wiener Films) verleiht, bleibt Prochaska auch in dieser Komödie treu.
Für die Theater- und Fernseh-Darstellerin Elfriede Ott stellt der Film ihre erste Kinorolle dar. „Die Arbeit mit dem Filmteam war sehr angenehm“, beschreibt Ott die Dreharbeiten, „Regisseur Andreas Prochaska hat punktgenau die Pointen mit der Kamera gesetzt. Das ist ein eigenes Talent. Dass jemand, der kein Publikum hat, das so genau inszeniert.“ Regisseur Prochaska wiederum war bei der Gestaltung der Rolle Otts „total wichtig, dass Elfriede Ott in diesem Film nicht vorgeführt wird, und dass man nicht über sie, sondern mit ihr lacht. Das andere war, dass sie für eine gewisse Tradition im österreichischen Theater und für eine gewisse Art von Humor steht. Wir haben versucht, das in unsere Geschichte so zu integrieren, damit etwas Neues entsteht.“
Dass mit diesem Film „etwas Neues“ entstehen sollte, schreibt auch Michael Ostrowski in seiner Funktion als Co-Drehbuchautor. Der Film verstehe sich in der Tradition der österreichischen Komödie. Diese „guten alten Zutaten“ müssen jedoch immer wieder neu entdeckt und umgeschrieben werden, man müsse sie „hernehmen und neu mischen: den Qualtinger, den Nestroy und die Ott in einen Topf hauen mit dem Apatow, dem Kollegium Kalksburg und den Coen-Brüdern, dann kann da was Neues draus werden.“
Was die Erzählweise und Bildsprache des Films betrifft, orientiert sich Prochaska erneut an US-amerikanischen Vorbildern – diesmal eben an Komödien statt an „Teenie-Slashern“. „Die Inszenierung wechselt flink zwischen den verschiedenen Handlungssträngen hin und her und die Pointen sind punktgenau gesetzt“, beschreibt ein Filmkritiker diese Gemeinsamkeiten. Dazu bediene sich Prochaska auch an Ideen des „neueren, schrägen Heimatfilms“, wozu er Kabarett und Slapstick mische, so eine Kritikerin der „Presse“.

## Produktion

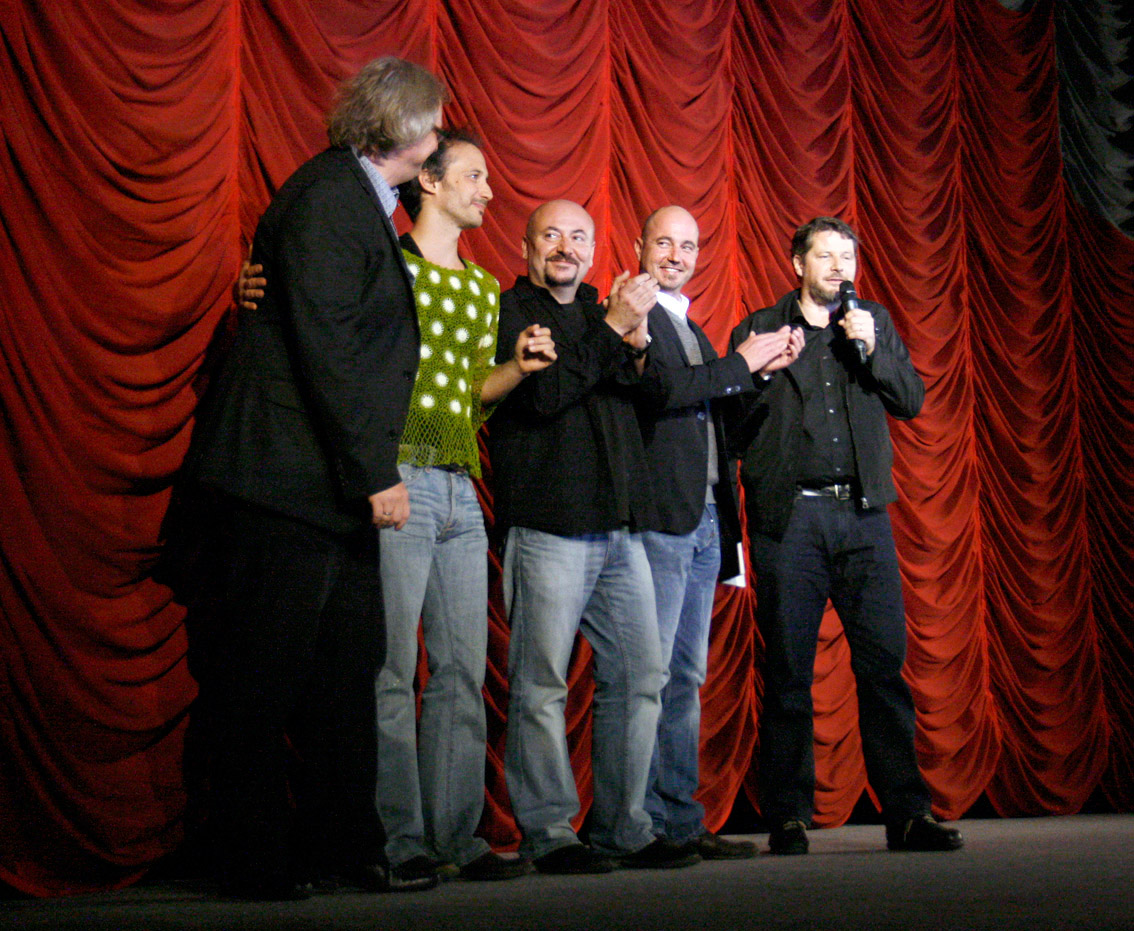
Die Drehbuchautoren, Regisseur Prochaska und Produzent Krausz bei der Premiere in Wien

Der in Wien und Graz (und Umgebung) von 20. Oktober bis 27. November 2009 gedrehte Film wurde von der Wiener Dor Film produziert. Der im Luna-Film-Verleih erscheinende Film startete am 1. Oktober 2010 regulär in den österreichischen Kinos – Vorpremiere war am 24. September im Grazer Cineplexx. Das Szenenbild stammt von Maria Gruber, für Kostümbild zeichnete Christine Ludwig verantwortlich. Für den Ton war Thomas Schmidt-Gentner zuständig. Die Postproduktion wurde von der Wiener Listo Videofilm übernommen. Der im Rahmen des ORF-Film-/Fernseh-Abkommens hergestellte Film wurde vom Österreichischen Filminstitut, dem Filmfonds Wien, Cine Styria, dem Land Steiermark sowie der Stadt Graz gefördert.
Der Großteil des Filmes spielt im fünften Grazer Bezirk Gries im Bereich von Annenstraße, Elisabethinergasse und St. Andrä. Das dort gelegene Krankenhaus der Elisabethinen wird im Film als fiktives „Landeskrankenhaus Graz Mitte“ bezeichnet. Die Friedhof-Szene am Ende zeigt den Friedhof von Graz-Straßgang.

## Kritiken

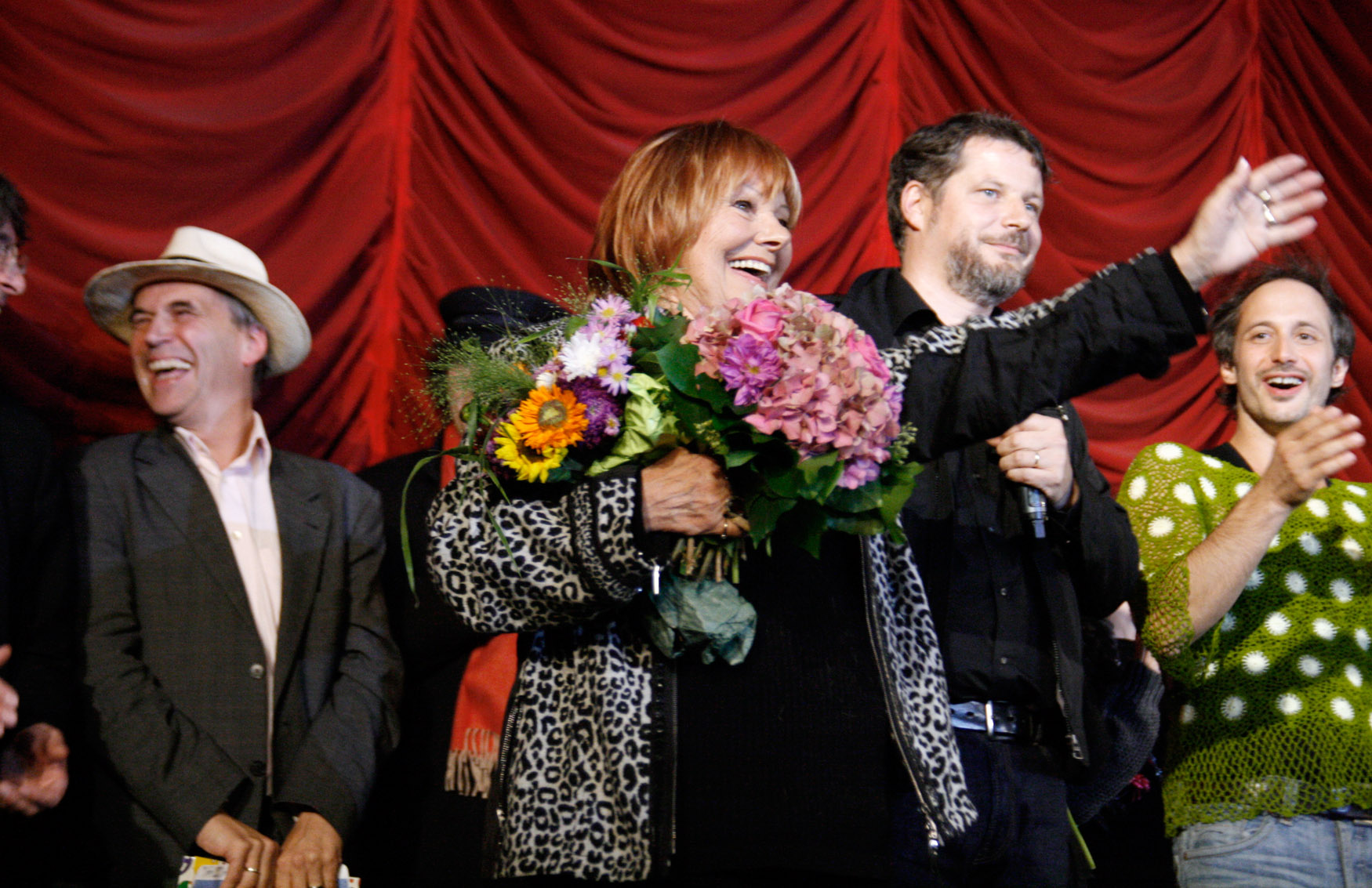
Elfriede Ott, Andreas Prochaska, Michael Ostrowski und das Kollegium Kalksburg

„‚Die unabsichtliche Entführung der Frau Elfriede Ott‘ ist eine erfrischend derbe und ungeniert dreiste Variante der Low Comedy, die mit Slapstick und Wortwitz überrascht.“

„Grandios überzeichnete Charaktere, die so jenseitig sind, dass sie schon wieder ganz real wirken, eine clever irrwitzige Story und viele sensationelle Pointen – Hauptdarsteller & Autor Michael Ostrowski (Contact High), Regisseur Andreas Prochaska (In 3 Tagen bist du tot) und ihr Team haben da was ganz Besonderes zusammengebracht. Natürlich nicht zuletzt durch die hinreißende Performance von Elfriede Ott, die sich in ihrem ersten Kinoauftritt überhaupt genüsslichst über ihr eigenes Image hermacht und ihren Ruf als eine der genialsten österreichischen Komödiantinnen aller Zeiten souverän zementiert.“

## Auszeichnungen
Bei der erstmaligen Verleihung des Österreichischen Filmpreises 2011 wurde Die unabsichtliche Entführung der Frau Elfriede Ott in drei Kategorien ausgezeichnet, als Bester Spielfilm, für das Beste Drehbuch (Uwe Lubrich, Alfred Schwarzenberger, Michael Ostrowski und Andreas Prochaska) und die Beste Musik (Kollegium Kalksburg). Ebenfalls als Bester (Kino-)Film und für das Beste Buch (Kino) sowie für die Beste Regie (Kino) wurde der Film bei der Romyverleihung 2011 ausgezeichnet.